# Hermann Sundesbeke

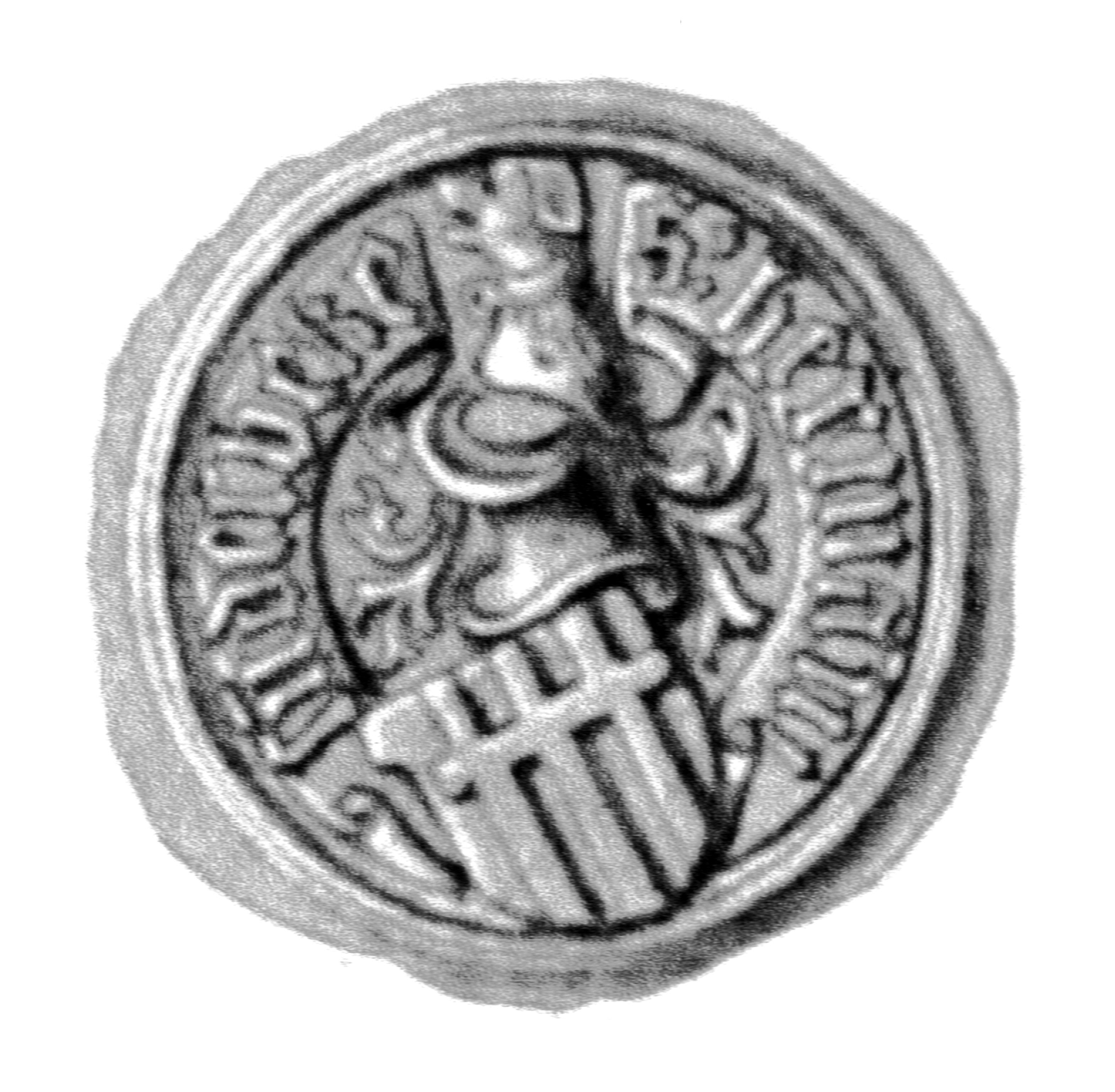
Siegel des Hermann Sundesbeke (um 1468)

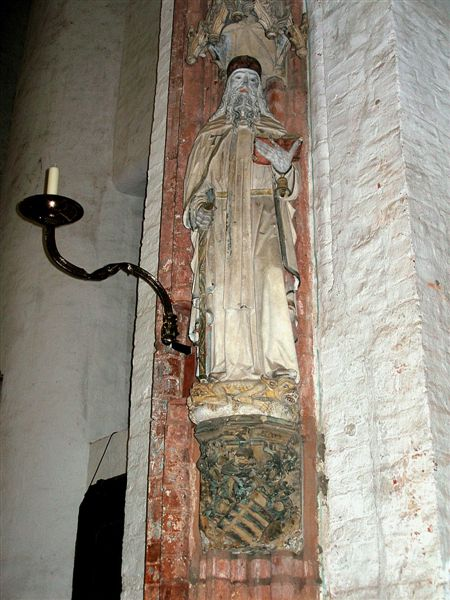
Hlg. Antonius in Marien zu Lübeck (1457)

Hermann Sundesbeke (* in Münster; † 1476 in Lübeck) war ein Lübecker Kaufmann und Ratsherr des 15. Jahrhunderts.

## Leben
Der sehr vermögende und aus Münster zugewanderte Hermann Sundesbeke hatte allein von seiner Ehefrau Margarethe Brunsvig ein Vermögen von 4000 Mark Lübisch erheiratet. Er wurde 1460 in den Rat Stadt erwählt. 1465 wurde er Mitglied der patrizischen Zirkelgesellschaft und gehörte der Antoniusbruderschaft an, die ihren Altar in der Burgkirche hatte, aber 1457 auf dem Marienkirchhof eine Bude zur Sammlung von Almosen errichtete. Er bewohnte das Haus in der Breiten Straße 43.
Sundesbeke stiftete der Lübecker Marienkirche 1457 die Steinstatue des Heiligen Antonius mit seinem Wappen im Piedestal. Diese Skulptur beeinflusste viele spätere Antonius-Skulpturen im Ostseeraum und auch das spätere Werk des Lübecker Bildhauers Benedikt Dreyer.